# Округ Кембел (Тенеси)
Округ Кембел (енгл. Campbell County) је округ у америчкој савезној држави Тенеси.

## Демографија
По попису из 2010. године број становника је 40.716, што је 862 (2,2%) становника више него 2000. године.
| Група             | 2000.          | 2010.          |
| Белци             | 38.913 (97,6%) | 39.510 (97,0%) |
| Афроамериканци    | 120 (0,3%)     | 125 (0,3%)     |
| Азијати           | 62 (0,2%)      | 103 (0,3%)     |
| Хиспаноамериканци | 269 (0,7%)     | 472 (1,2%)     |
| Укупно            | 39.854         | 40.716         |